# Strażnica WOP Jaworzynka

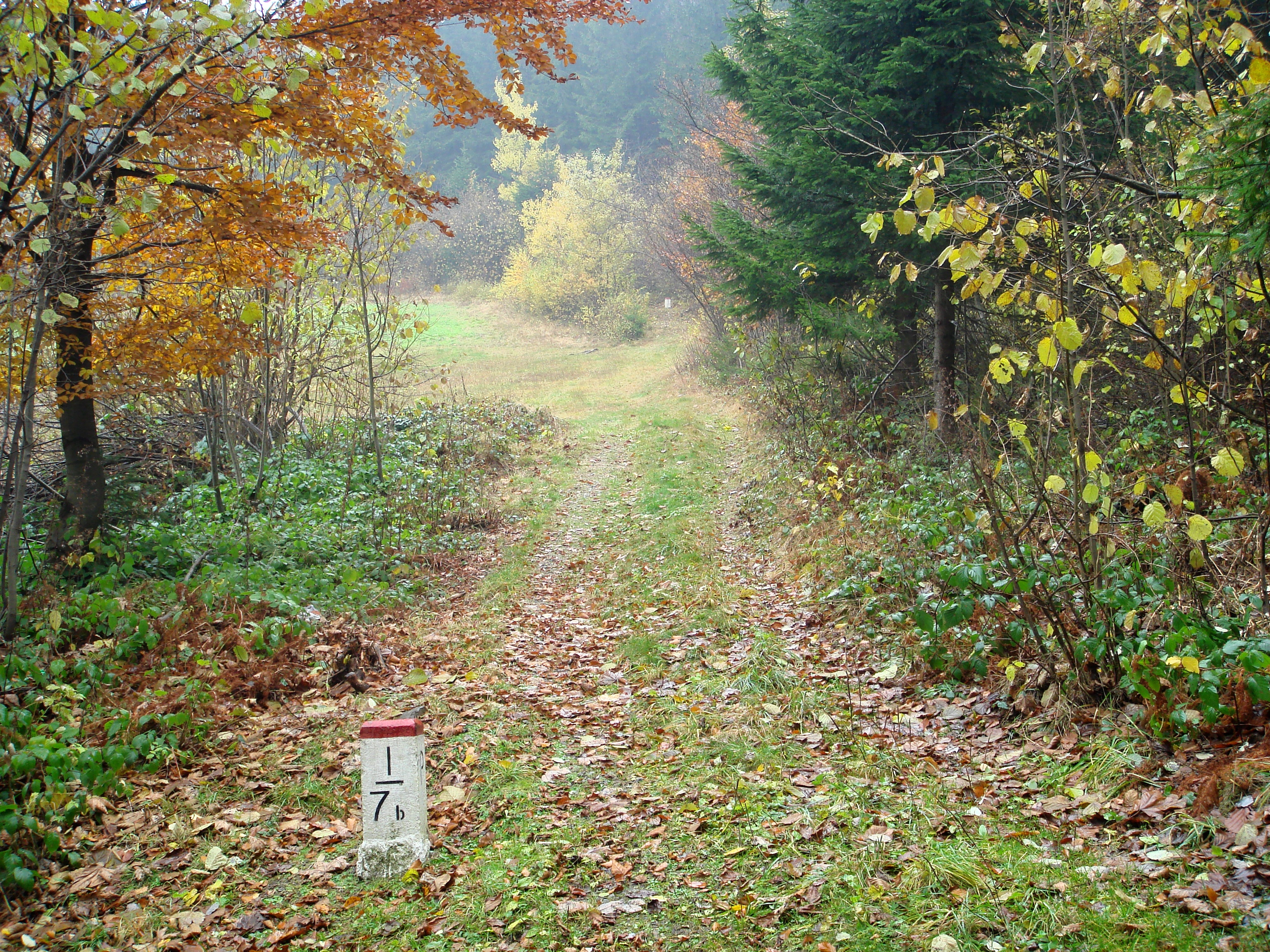
Granica polsko-czeska, znak gran. nr I/7b w rej. Jaworzynki (październik 2007)

Strażnica Wojsk Ochrony Pogranicza Jasnowice/Jaworzynka – zlikwidowany podstawowy pododdział Wojsk Ochrony Pogranicza pełniący służbę graniczną na granicy polsko-czechosłowackiej.
Strażnica Straży Granicznej w Jaworzynce – zlikwidowana graniczna jednostka organizacyjna Straży Granicznej realizująca zadania bezpośrednio w ochronie granicy państwowej z Czechosłowacją/Republiką Czeską/Republiką Słowacką, a następnie z Republiką Czeską.

Placówka Straży Granicznej w Jaworzynce – zlikwidowana graniczna jednostka organizacyjna Straży Granicznej realizująca zadania w ochronie granicy państwowej z Republiką Czeską.

## Formowanie i zmiany organizacyjne
Strażnica została sformowana w 1945 w strukturze 44 komendy odcinka Ustroń jako 201 strażnica WOP (Jasnowice). Początkowo żołnierze strażnicy zakwaterowani byli przez kilka tygodni w budynku po dawnej strażnicy straży austriackiej na Trzycatku, a następnie w budynkach po placówce Straży Granicznej II RP.
W 1945 strażnica miała etat 56 żołnierzy. Kierownictwo strażnicy stanowili: komendant strażnicy, zastępca komendanta do spraw polityczno-wychowawczych i zastępca do spraw zwiadu. Strażnica składała się z dwóch drużyn strzeleckich, drużyny fizylierów, drużyny łączności i gospodarczej. Etat przewidywał także instruktora do tresury psów służbowych oraz instruktora sanitarnego. Dla każdej strażnicy przewidziano motocykl z przyczepą, 12 koni wierzchowych, 4 taborowe i w zasadzie odpowiadało to ww. stanowi. Natomiast strażnica miała 2 konie wierzchowe i 2 taborowe. Podstawę uzbrojenia stanowiły pistolet TT, karabin z bagnetem, pistolet maszynowy PPSz-a, karabin maszynowy DP, oraz pistolet sygnałowy wz. 44.
W związku z reorganizacją oddziałów WOP, 24 kwietnia 1948 strażnica została włączona w struktury 61 batalionowi Ochrony Pogranicza, a 1 stycznia 1951 41 batalionu WOP w Ustroniu.
15 marca 1954 wprowadzono nową numerację strażnic, a strażnica WOP Jaworzynka I kategorii otrzymała nr 206 w skali kraju.
W 1957 strażnica nosiła numer 13. W 1957 rozformowano 41 batalion WOP Ustroń i strażnicę włączono struktury 42 batalionu WOP w Cieszynie. 1 stycznia 1960 była jako 3 strażnica WOP III kategorii Jaworzynka.
W 1963 dowódca WOP nakazał skrócić odcinek 3 Karpackiej Brygady WOP w Nowym Sączu i ustalił linię rozgraniczenia między karpacką a górnośląską brygadą na granicy województw krakowskiego i katowickiego. Nakazał też z dniem 1 stycznia 1964 przekazać strażnicę WOP Jaworzynka Górnośląskiej Brygadzie WOP. Termin zmieniono na 1 października 1963. Strażnicę włączono w struktury 42 batalionu WOP Cieszyn. 1 stycznia 1964 była jako 30 strażnica WOP lądowa IV kategorii Jaworzynka.  

W 1964 nakazano rozformować strażnicę WOP IV kategorii Jaworzynka o stanie 33 wojskowych, a na jej bazie sformowano placówkę WOP kategorii I Jaworzynka o stanie 12 wojskowych i włączono w struktury 42 batalionowi WOP. 

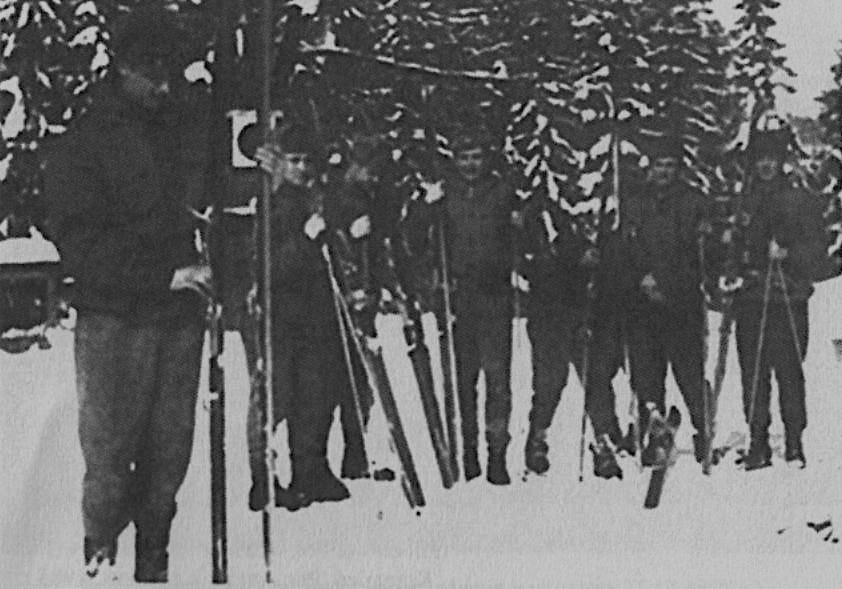
Wyjazd żołnierzy WOP na nartach do służby granicznej (1972)

W 1976, w związku z przejściem na dwuszczeblowy system dowodzenia, placówkę podporządkowano bezpośrednio pod sztab Górnośląskiej Brygady WOP w Gliwicach.
13 grudnia 1981, po wprowadzeniu stanu wojennego na terytorium kraju, dowódca GB WOP wewnętrznym rozkazem w miejscu stacjonowania poszczególnych batalionów, utworzył tzw. „wysunięte stanowiska dowodzenia” (zalążek przyszłych batalionów granicznych), którym podporządkował strażnice znajdujące się na odcinkach dawnych batalionów granicznych. Brygada wykonywała zadania ochrony granicy i bezpieczeństwa państwa wynikające z dekretu o wprowadzeniu stanu wojennego.
W 1983 Strażnica WOP Jaworzynka włączona została w struktury Jednostki WOP im. Ziemi Cieszyńskiej w Cieszynie, a od połowy 1984 utworzonego batalionu granicznego WOP Cieszyn.
W 1984 kadrę strażnicy stanowili: dowódca, zastępca d-cy i szef. Oprócz wymienionych załoga składała się: 3 dyżurnych operacyjnych (podoficerowie służby zasadniczej), 2 drużyn granicznych (podoficer + 10 szeregowych), drużyny KRG (6 podoficerów), drużyny zabezpieczenia (podoficer łączności, podoficer mechanik, pisarz gospodarczy, 2 kierowców i kucharz), 2 pracowników cywilnych (kucharka i konserwator), na sezon grzewczy zatrudniano 4 palaczy, czasowo do strażnicy kierowano przewodnika z psem tropiącym. Wyposażenie załogi strażnicy stanowiły: uzbrojenie kadra pistolety P-64, KRG i pozostali żołnierze karabinki kbk AKMS, 23 pistolety sygnałowe. Pojazdy: samochód terenowy UAZ 469, samochód dostawczy FSC Żuk, 12 motocykli WSK 125 i skuter śnieżny Buran. Sprzęt łączności: radiotelefon stacjonarny, 2 radiotelefony samochodowe i 16 radiotelefonów nasobnych, mikrotelefony do łączności przewodowej z wykorzystaniem linii telefonicznej na części odcinka.

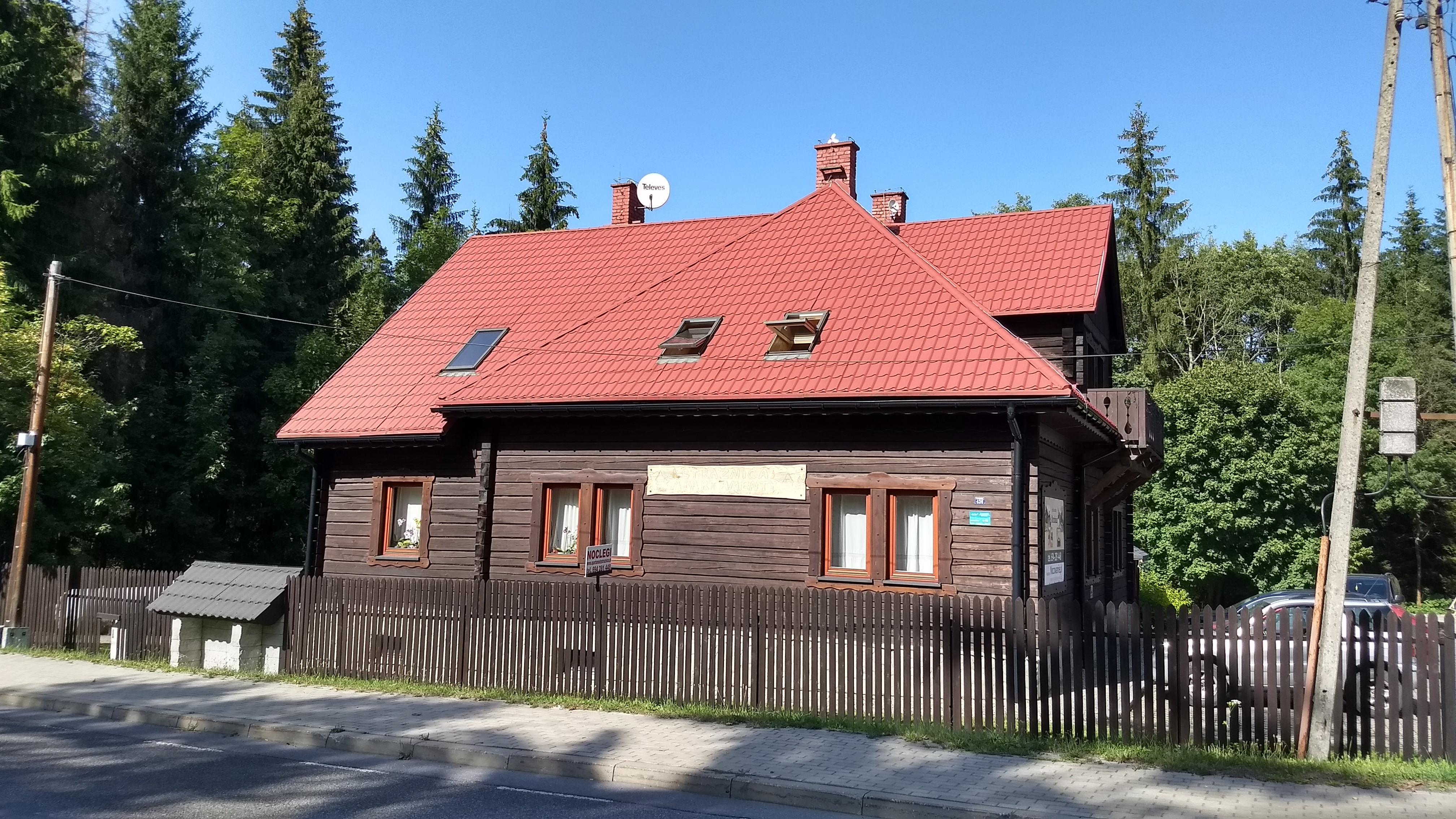
Była strażnica w Jaworzynce (sierpień 2017)

Od 1989 stopniowo, po odejściu żołnierzy służby zasadniczej do rezerwy, strażnicę rozwiniętą przekształcano w strażnicę kadrową na czas „P”. Żołnierze służby zasadniczej WOP z ostatnich poborów nadal pełnili służbę w strażnicy już po utworzeniu Straży Granicznej, równolegle z przyjętymi do służby kandydackiej funkcjonariuszami SG.
Straż Graniczna:

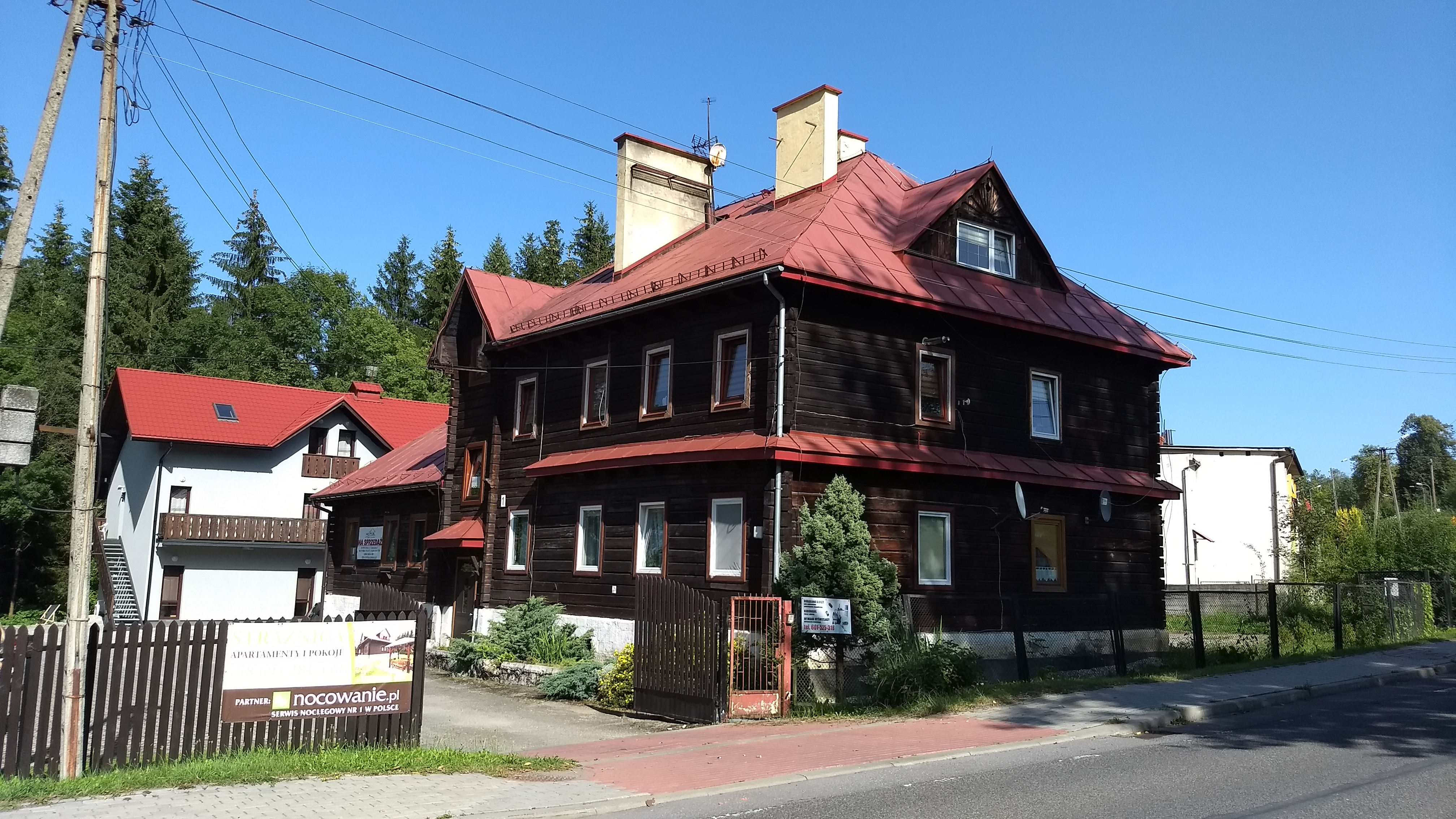
Była strażnica w Jaworzynce (sierpień 2017)

16 maja 1991, po rozwiązaniu Wojsk Ochrony Pogranicza, strażnica w Jaworzynce przejęta została przez Beskidzki Oddział Straży Granicznej w Cieszynie i przyjęła nazwę Strażnica Straży Granicznej w Jaworzynce (Strażnica SG w Jaworzynce).
1 grudnia 1998 Decyzją nr 34 Komendanta Głównego Straży Granicznej z dnia 5 sierpnia 1998, Strażnica SG w Jaworzynce włączona została w struktury Śląskiego Oddziału Straży Granicznej w Raciborzu . 
W wyniku rozpoczętej od 2000 reorganizacji struktur Straży Granicznej związanej z przygotowaniem Polski do wstąpienia do Unii Europejskiej i przystąpieniem do Traktatu z Schengen 1 stycznia 2003 strażnica SG w Jaworzynce przejęła część odcinka granicy państwowej wraz z obsadą etatową po rozwiązanej strażnicy SG w Wiśle.
Jako strażnica SG w Jaworzynce funkcjonowała do 23 sierpnia 2005 i 24 sierpnia 2005 Ustawą z 22 kwietnia 2005 O zmianie ustawy o Straży Granicznej... została przekształcona w Placówkę Straży Granicznej w Jaworzynce. Znacznie rozszerzono także uprawnienia komendantów, m.in. w zakresie działań podejmowanych wobec cudzoziemców przebywających na terytorium RP.
Jako placówka SG w Jaworzynce funkcjonowała do 15 stycznia 2008, kiedy to została zlikwidowana. Ochraniany przez placówkę odcinek granicy państwowej przejęła Placówka Straży Granicznej w Cieszynie, a budynki sprzedano.

## Ochrona granicy
W październiku 1945 w ramach tworzących się Wojsk Ochrony Pogranicza na odcinku strażnicy został utworzony Przejściowy Punkt Kontrolny Jaworzynka – drogowy III kategorii (został zlikwidowany jesienią 1946), którego załoga wykonywała kontrolę graniczną osób, towarów oraz środków transportu w przejściu granicznym:
- Jaworzynka-Hrčava.

W 1947 201 strażnica WOP Jasnowice ochraniała odcinek granicy państwowej:
- Włącznie znak graniczny nr III/201, wyłącznie znak gran. nr III/216a.

Od 1947 załoga strażnicy wykonywała kontrolę graniczną i celną osób, towarów oraz środków transportu:
- Przejściowy Punkt Kontrolny MRG Jasnowice.

W 1960 3 strażnica WOP Jaworzynka III kategorii ochraniała odcinek granicy państwowej o długości 9995 m:
- Włącznie znak gran. nr III/200, wyłącznie znak gran. nr III/218.

1 stycznia 1964 na ochranianym odcinku przez strażnicę funkcjonowały przejścia graniczne małego ruchu granicznego (mrg), w których kontrolę graniczną i celną osób, towarów oraz środków transportu wykonywała załoga strażnicy:
- Jaworzynka-Hrčava I – rejon znaku gran. nr 201/1
- Jaworzynka-Hrčava Łupienie – rejon znaku gran. nr III/206
- Jasnowice-Bukovec – rej. znaku gran. nr III/215.

W 1964 odcinek strażnicy został wydłużony po przejęciu odcinka granicy państwowej po rozformowanej strażnicy WOP Krężelka: od znaku gran. nr III/200, wyłącznie do zn. gran. nr III/190.
Sposób ochrony granicy od 1984 podano za: Sławomir Żurawlow, Pododdziały Ochrony Pogranicza w Jaworzynce, Istebnej i Koniakowie – Rys historyczny 1922–2008, s. 37, 45, 47–49, 53, 55–71.
Od lipca 1984 do lutego 1990 rozwinięta górska strażnica lądowa WOP Jaworzynka I kategorii ochraniała odcinek granicy państwowej o długości 16 190 m:
- Włącznie znak gran. nr III/190 (góra Trojaczka), wyłącznie znak gran. nr III/223.
- W okresie zimowym pas śnieżny sprawdzany był minimum: na głównym kierunku dwukrotnie, na pozostałym raz w ciągu doby.
- Współdziałała w zabezpieczeniu granicy państwowej z:
  - Strażnice WOP w: Poniwcu i Zwardoniu
  - Grupa Operacyjno-Rozpoznawcza Zwiadu w Wiśle, a od lutego 1990 Sekcja Zwiadu WOP w Cieszynie
- Teren podlegający operacyjnej ochronie granicy podzielony był na trzy rejony:

1. rejon nr I – (odcinek z Republiką Słowacką) od znaku gran. nr III/190, do znaku gran. nr III/201, w głębi miejscowość Jaworzynka: Śliwkula, Stefanka, Krężelka, Maciejka, Kikula, Trzycatek, Zapasieki i Koniaków
2. rejon nr II – od znaku gran. nr III/201, do zn. gran. nr III/216, w głębi miejscowości: Jaworzynka Centrum, Istebna: Centrum, Jasnowice, Tartak i Zaolzie
3. rejon nr III – od znaku gran. nr III/216, do znaku gran. nr III/229, w głębi miejscowości: Bystra Górna i Dolna, Młoda Górka, Kubalonka, Andziołówka i Stecówka.

- Współdziałała w zabezpieczeniu granicy państwowej z placówkami po stronie czechosłowackiej OOSH (Ochrana Statnich Hranic):
  - Skalité: od znaku gran. nr III/190, do zn. gran. nr III/201 – d-ca kpt. Pawel Urbanek
  - Bukowiec: od znaku gran. nr III/201, do znaku gran. nr III/223 – d-ca kpt. Hudziczek
  - Grupa Operacyjna OSH – d-ca kpt. Stefan Szymunek.

Straż Graniczna:
28 lipca 1995 na odcinku strażnicy zostało otwarte drogowe przejście graniczne, w którym funkcjonariusze Granicznej Placówki Kontrolnej SG w Cieszynie wykonywali kontrolę graniczną osób, towarów i środków transportu.
- Jasnowice-Bukovec.

1 stycznia 2002 Strażnica SG w Jaworzynce ochraniała odcinek granicy państwowej:
- Włącznie znak gran. nr I/1 (dawniej znak gran. nr III/201 – obecne „trójstyk”), wyłącznie  znak gran. nr I/16a.
- Linia rozgraniczenia z:

1. Strażnicą SG w Zwardoniu: z wyłączeniem powiatu żywieckiego oraz wchodząca w skład powiatu cieszyńskiego część obszaru gminy Istebna na północ od linii biegnącej od znaku gran. nr I/1 na granicy państwowej Rzeczypospolitej Polskiej z Republiką Czeską, do mostu na potoku Czadeczka, prawym brzegiem potoku Czadeczka do zetknięcia się granicy miejscowości Jaworzynka, Koniaków i Istebna, dalej granicą miejscowości Koniaków i Istebna do granicy gmin Istebna i Milówka[23].

- Komendanci strażnicy/placówki współdziałali w zabezpieczeniu granicy państwowej z placówkami po stronie czeskiej cizinecké policie RCPP.

2 stycznia 2003 odcinek granicy państwowej została wydłużony po przejęciu części odcinka po rozwiązanej strażnicy SG w Wiśle, od znaku gran. nr I/16a (rzeka Olza), wyłącznie znak gran. nr I/23 Kiczory), do przełęczy Kubalonka.
W latach 2 stycznia 2003–15 stycznia 2008, Strażnica/Placówka SG w Jaworzynce ochraniała odcinek granicy państwowej:
- Włącznie znak gran. nr I/1 , wyłącznie znak gran. nr I/23 .

23 sierpnia 2005 na odcinku strażnicy zostało otwarte przejście graniczne na szlaku turystycznym (turystyczne), w którym kontrolę graniczną i celną osób, towarów i środków transportu wykonywała załoga strażnicy:
- Istebna-Bukovec.

## Wydarzenia
Wydarzenia podano za: Sławomir Żurawlow, Pododdziały Ochrony Pogranicza w Jaworzynce, Istebnej i Koniakowie – Rys historyczny 1922–2008, s. 37, 45, 47–49, 53, 55–64, 66–71.
- 1945 – 19 grudnia w Jaworzynce grupa zbrojna w liczbie około 25 osób zatrzymała z zaskoczenia i rozbroiła patrol WOP w składzie 4 żołnierzy. Zatrzymanym żołnierzom po pewnym czasie zwrócono broń i puszczono ich wolno. Grupa oddaliła się w kierunku Wisły prowadząc ze sobą krowę.
- 1945-1946 – w rejonie strażnicy działał kanał przemytniczy broni i amunicji z Czechosłowacji do Polski. Kanał został zorganizowany przez mieszkańców Istebnej, funkcjonował na kierunku Istebna-Bukowiec CSRS, rej. zn. gran. nr III/216. Zlikwidowany został w 1946 przez służby ochrony granic. Broń i amunicję dostarczano dla zbrojnego podziemia.
- 1947 – 16 lutego ok. godz. 17.00 w rej. sanatorium na Kubalonce podoficer ze strażnicy zatrzymał mieszkańca Istebnej posiadającego przy sobie broń.
- 1947 – 1 marca żołnierze ze strażnicy wspólnie z funkcjonariuszami Milicji Obywatelskiej z Istebnej w miejscowości Szare zatrzymali grupę uzbrojonych mężczyzn z oddziału NSZ Bartka. Grupą dowodził Gustaw Matuszny.
- 1947 – 27 września ok. godz. 20.00 banda w liczbie 4 osób dokonała nielegalnego przekroczenia granicy państwowej z Czechosłowacji do Polski i napadła na dom Józefa Byrtusa w miejscowości Bystre. Uzbrojeni byli w 2 karabiny Mauser, 1 pistolet maszynowy PPSz-a i pistolet TT. Zabrali 5 ubrań cywilnych męskich, 4 pary butów męskich, 10000 zł, 3 komplety bielizny, 4 swetry, 2 mapy Polski oraz jedno prześcieradło. Bandyci pobili J. Byrtusa i oddalili się w głąb Czechosłowacji. Pościg prowadzony przez strażnicę był bezskuteczny.
- 1948-1949 – w rej. znaku gran. nr III/223 został zorganizowany kanał przemytniczy obywateli polskich narodowości żydowskiej z Polski do CSRS. Organizatorem był mieszkaniec Istebnej. Uciekinierzy byli doprowadzani do Jabłonkowa, a stamtąd łącznik przewoził ich do gminy żydowskiej w Bratysławie. Kanał został zlikwidowany z udziałem żołnierzy WOP i strony czechosłowackiej.
- 1956 – koniec czerwca, początek lipca w okresie tzw. „Wypadków poznańskich”, przy linii granicznej i w strefie działania, odnajdywano pakunki zawierające ulotki z tzw. „bibułą”, przytwierdzone do balonów leżących na ziemi[i]. W związku z masowością zjawiska, żołnierze otrzymali zezwolenie na użycie broni, celem zestrzelenia nisko przelatujących balonów (nawet jeśli znajdowały się na terytorium czechosłowackim, ale w zasięgu ognia – to samo czynili pogranicznicy czechosłowaccy)[26].
- 1960 – ze strażnicy wycofano konie, a w ich miejsce wprowadzono samochody terenowe GAZ-69.
- 1964–1968 – istniał kanał przemytniczy na kierunku Jabłonków–Jaworzynka–Katowice–Częstochowa. Organizatorami byli mieszkańcy Jaworzynki. Sprowadzali do Polski sztuczną biżuterię „Jabloneks” i kolorowe szkiełka do wyrobu dewocjonaliów. Sprawcy zostali zatrzymani przez służby WOP.
- 1966 – rejonie placówki wykonano strzelnicę, na której załoga trenowała i wykonywała strzelania. Obiekt wykonano czynem społecznym przy udzialeNadleśnictwa w Istebnej i żołnierzy placówki.
- 1969 – maj, element służby granicznej (podsłuch)[j] w nocy w rejonie wąwozu „Marysieńka” na kierunku Jaworzynka Wawrzacze-Czeskie Domki (Hraczawa CSRS), słysząc zbliżającą się do granicy osobę wezwał ją do zatrzymania się. Osoba pomimo strzału ostrzegawczego nie posłuchała polecenia i oddaliła z miejsca zdarzenia, oddał strzały w kierunku uciekającej osoby. Jeden ze strzałów okazał się śmiertelny. Osobnikiem usiłującym przekroczyć granicę w celach przemytniczych okazał się mieszkaniec Jaworzynki.
- 1971 – luty, w działaniach granicznych zatrzymano przemytnika dokonującego nielegalnych przekroczeń granicy w rejonie Jaworzynka Wawrzacze–Czeskie Domki (Hraczawa CSRS). Zatrzymanym był mieszkaniec Jaworzynki, informacje o systemie granicy uzyskiwał od jednego z podoficerów placówki. Zatrzymania dokonano po zamianie planu służby granicznej w tej dobie i wysłaniu dodatkowego elementu służby granicznej na ten kierunek.
- 1972 – załoga placówki wybudowała boisko do gry w piłkę siatkową.
- 1972 – lato, placówka została wyposażona w noktowizory. Jednak ze względu na zbyt widoczne światło reflektora emitującego promienie podczerwieni, noktowizory zostały wycofane z użytku.
- 1972 – lipiec na kierunku Jaworzynka Ondrusze–Písečná (teren trudny do ochrony granicy) założono zapory mało widoczne (pętle z drutu) na odcinku długości 100 m, szerokości 10 m i wysokości 50 cm. Po kilku tygodniach zaporę zdjęto, ponieważ wplątywała się dzika zwierzyna.
- Sierpień 1972 zatrzymano mieszkańca Istebnej-Jasnowice przy próbie nielegalnego przekroczenia granicy i przemycenia konia.
- 1973 – placówka dysponowała samochodem terenowym GAZ-69, motocyklami WSK 125, pistoletami TT, zamienianymi na P-64, karabinki kbk AK zamienianymi na PM-63 i 4 psami patrolowymi.
- 1973 – czerwiec, oficerowie z batalionu WOP Cieszyn i placówki zatrzymali dwóch młodocianych Polaków przy próbnie nielegalnego przekroczenia granicy do Czechosłowacji i dalej do Francji z zamiarem odbycia służby w Legii Cudzoziemskiej.
- 1973 – w miesiącach letnich zatrzymano kilka mieszkanek Jaworzynki, które w specjalnie przyszytych od strony wewnętrznej spódnic i sukienek kieszeniach przemycały do CSRS min. spirytus, a stamtąd przenosiły wyroby tekstylne i inne. Proceder ten realizowały przy przekraczaniu granicy w przejściu granicznym Jaworzynka-Hrčava II „Łupienie” lub udając wykonywanie prac w pobliżu linii granicznej. Przemycony towar ujawniały żony kadry placówki, które dokonywały kontroli osobistej zatrzymanych kobiet.
- 1973 – podczas kontroli pełnienia służby granicznej prowadzonej przez przełożonych z placówki zastano podoficera w pomieszczeniu przejścia granicznego zamroczonego wypitym piwem. Po odłączeniu magazynka od karabinka kbk AKMS, który miał na plecach podoficera obudzono i zdjęto ze służby. Po kilku dniach został przeniesiony do innego pododdziału.
- 1973 – strażnica została wyposażona w skuter śnieżny Buran umożliwiający patrolowanie granicy w zimie[27].
- 1973 – 1 listopada w wyniku nieprzestrzegania zasad bezpiecznego obchodzenia się z bronią służbową, doszło w placówce do wypadku śmiertelnego. Postrzelony został przez swojego kolegę żołnierz przygotowujący się do służby.
- 13 grudnia 1981–22 lipca 1983 – (stan wojenny w Polsce), normę służby granicznej dla żołnierzy podwyższono z 8 do 12 godzin na dobę. Ścisłą kontrolą objęto całą strefę nadgraniczną, zamknięte zostały szlaki turystyczne. W stan gotowości były postawione pododdziały odwodowe.
- 1984 – w okresie sierpień-grudzień zatrzymano (ustalono) 25 sprawców nielegalnych przekroczeń granicy, przy 5 zatrzymanych i ujawnionych do sierpnia.
- 1985 – na początku w rej. znaku gran. nr III/200 ujawniono jeden przypadek śladów przekroczenia granicy do Polski na głębokość około 50 m i powrotu na Słowację.
- 1985 – czerwiec, strażnica prowadziła działania pościgowe i blikujące za więźniem, który oddalił się z tartaku w Istebnej. W trakcie prowadzonych działań uzyskano informację o próbie zgwałcenia kobiety, lecz sprawca spłoszony przez inną osobę zbiegł do lasu w kierunku drogi do Bukovca (CSRS). Następnie dowódca ze strażnicy z dwoma żołnierzami uzyskał informację od drwala, który poinformował, że przed chwilą stoczył walkę z nieznanym osobnikiem. Po kilkuset metrach znaleziono uciekiniera, który nie był w stanie dalej uciekać po stoczonej walce. Zatrzymanego odwieziono na posterunek Milicji Obywatelskiej w Istebnej i osadzono w izbie zatrzymań. Zatrzymany usiłował się okaleczyć haczykami od protez zębowych.
- 1989 – 13 lutego na trasie Jaworzynka–Cieszyn doszło do wypadku samochodowego, kierowanego przez żołnierza strażnicy. W zderzeniu z samochodem ciężarowym rannych zostało pięciu żołnierzy ze strażnicy.
- 1990 – w rej. przejścia granicznego Jaworzynka-Hrčava II „Łupienie”, dokonano do Polski przemytu spirytusu dwoma samochodami ciężarowymi TIR. Jadąc drogą w rejonie Wawrzaczy uszkodziły kilka dachów w pobliskich domach. Poszkodowani w ramach odszkodowania dostali kilka skrzynek spirytusu i nikogo o zaistniałej sytuacji nie powiadomili. Sprawców nielegalnego przekroczenia granicy i przemytu na dużą skalę ustalono, a następnie pociągnięto do odpowiedzialności karnej i skarbowej.
- 1990 – w rej. znaku gran. nr III/215 wykryto ślady pojazdu jednośladowego. W wyniku podjętych działań pościgowych i rozpoznawczych zatrzymano obywatela Czechosłowacji, który przemycał motocykl „Java” do Polski.
- 1990 – o godz. 3.00 w rej. Jaworzynki patrol graniczny natknął się na 4 przemytników, po których pozostały porzucone 4 worki z markową odzieżą. W wyniku działań operacyjno-rozpoznawczych, sprawców nielegalnego przekroczenia granicy ustalono i pociągnięto do odpowiedzialności karnej i skarbowej.
- 1990 – strażnica na wyposażeniu miała: 30 motocykli WSK 125, samochód terenowy UAZ 469, skuter śnieżny „Buran”, radiotelefon stacjonarny, radiotelefon samochodowy i 17 radiotelefonów nasobnych.

Straż Graniczna:
- 2004 – przy udziale załogi strażnicy został zlikwidowany kanał przerzutowy obywateli Chin i Wietnamu.

## Sąsiednie graniczne jednostki organizacyjne
- 200 strażnica WOP Koniaków ⇔ 202 strażnica WOP Stożek – 1946
- 200 strażnica OP Koniaków ⇔ 202 strażnica OP Wisła – 1949
- 205 strażnica WOP Krężelka ⇔ 207 strażnica WOP Wisła – 15.03.1954
- 4 strażnica WOP Krężelka III kat. ⇔ 2 placówka WOP Wisła II kat. – 1.01.1960
- 31 strażnica WOP Krężelka lądowa IV kat. ⇔ 29 placówka WOP Wisła lądowa II kat. – 1.01.1964
- Placówka WOP Zwardoń ⇔ Placówka WOP Wisła – 1964–07.1984
- Strażnica kadrowa WOP Zwardoń ⇔ Strażnica WOP Poniwiec rozwinięta I kat. – 07.1984–02.1990
- Strażnica kadrowa WOP Zwardoń ⇔ Strażnica kadrowa WOP Wisła – 03.1990–15.05.1991

Straż Graniczna:
- Strażnica SG w Zwardoniu ⇔ Strażnica SG w Wiśle – 16.05.1991–1.01.2003
- GPK SG w Zwardoniu ⇔ Strażnica SG w Ustroniu-Poniwcu – 2.01.2003–23.08.2005
- Placówka SG w Zwardoniu ⇔ Placówka SG w Ustroniu –  24.08.2005–14.01.2008.

## Komendanci/dowódcy strażnicy/placówki
Wykaz dowódców strażnicy podano za: Sławomir Żurawlow, Pododdziały Ochrony Pogranicza w Jaworzynce, Istebnej i Koniakowie – Rys historyczny 1922–2008, s. 50, 54, 59–61, 66, 68.
- por. Jan Feldman (1945–1946)
- kpt. Władysław Lutecki (1946–1947)
- por. Jerzy Piwowar (1947–1947)
- por. Stanisław Sołowiej (1947–1948)
- por. Zygmunt Słomian (1948–1949)
- kpt. Andrzej Moskaluk (1949–1950)
- por. Eugeniusz Łukasiewicz (28.04.1949–31.12.1951)[k][28]
- kpt. Władysław Lutecki (1950–1951)?
- ppor. Piotr Fila (był w 1952)?
- kpt. Antoni Kamusiński (1951–1958)
- kpt. Józef Purzycki (1958–1960)
- por. Roman Małecki (1960–1960)
- por. Antoni Górski (1960–1960)
- por. Tadeusz Królikowski (1960–1964)
- kpt. Włodzimierz Węgierkiewicz (4.09.1964–30.09.1968)
- kpt. Bolesław Sowa (1968–18.10.1972)
- por. Sławomir Żurawlow (19.10.1972[29]–5.09.1973)
- kpt. Cezary Wójcik (1973–1980)
- ppor. Józef Laszczyk (1980–1980)
- por. Waldemar Zaborowski (10.05.1980–31.10.1981)[30]
- ppor. Józef Laszczyk (1981–31.10.1982)
- ppor. Mirosław Wielgus (12.1982–1983)
- ppor. Leszek Łata (1983–1983)
- kpt. Krzysztof Olszewski (24.07.1983–15.07.1984)[31]
- por. Mariusz Kolanko (4.07.1984[l]–12.1985)
- por. Marek Banach p.o. (07.1984–20.07.1984)
- por. Władysław Deruś (5.01.1986–1.11.1988)
- por. Władysław Chojnowski (11.1988–08.1989)
- por. Franciszek Mach (8.1989–12.1990)
- ppor. Waldemar Kośmider (12.1990–1.04.1991[32])

Komendanci strażnicy SG:
- por. SG/mjr SG Wiesław Zając (1.09.1993–30.10.2004)
- kpt. SG Jarosław Śliwka (1.11.2004–23.08.2005)

Komendanci placówki SG:
- kpt. SG Jarosław Śliwka (24.08.2005–15.01.2008) – do rozformowania.